# Platinum Tower
La Tour Platinum est un gratte-ciel de la ville de Panama, au Panama.

## Historique
Le Platinum Tower est un immeuble luxueux, construit en 1996, en verre et acier, situé dans le secteur de Punta Paitilla (es), à Panama City.
La tour Platinum est toujours l'une des plus hautes tours de Paitilla.